# Phil Davis
Philip Davis, detto Phil (Saint Louis, 4 marzo 1906 – 16 dicembre 1964), è stato un fumettista statunitense, ideatore con l'amico Lee Falk del personaggio di Mandrake.

## Biografia
Appassionato di disegno fin dall'infanzia, frequenta da studente la Università Washington a Saint Louis, alternando lo studio alla sua passione giovanile. Nel 1933 viene assunto nell'agenzia pubblicitaria dove già lavora Lee Falk. Dalla loro conoscenza ed amicizia nasce l'ideazione del personaggio e delle storie di Mandrake. Prodotti dalla King Features Syndicate, Davis continuerà a seguire il suo personaggio fino alla morte, avvenuta per un infarto nel 1964.